# Étoile du Congo
Étoile du Congo (Ster van Congo) is een Congolese voetbalclub uit de hoofdstad Brazzaville.

## Erelijst
Landskampioen
1968, 1978, 1979, 1980, 1985, 1987, 1989, 1993, 1994, 2000, 2001, 2006
Beker van Congo-Brazzaville
Winnaar:1983, 1995, 2000, 2002, 2006
Finalist: 1992, 2001